# Стовбино-Долинська сільська рада
Стовбино-Долинська сільська рада — колишній орган місцевого самоврядування у Новосанжарському районі Полтавської області з центром в селі Стовбина Долина.

## Населені пункти
Сільраді були підпорядковані населені пункти:
- c. Стовбина Долина
- с. Грекопавлівка
- с. Давидівка
- с. Коби

## Пам'ятки
На території сільської ради розташована частина загальнозоологічного заказника місцевого значення «Сьомківщина».